# Haugwitz
Haugwitz – rodzina arystokratyczna mieszkająca od średniowiecza w Saksonii, na Śląsku, w Czechach, na Morawach i Łużycach. Pierwsza wzmianka o rodzinie pochodzi z XII wieku.
Rodzina posiadała na Śląsku miasto i majątek Złotego Stoku i Krapkowic.

## Przedstawiciele
- Christian von Haugwitz – premier Prus
- Friedrich Wilhelm von Haugwitz (1700–1765) austriacki polityk.
- Gotfryd von Haugwitz – właściciel majątku w Składowicach, sprzedanego w 1652 r. Janowi Jonstonowi[1]
- Hans von Haugwitz (zm. 1517) – pierwszy wolny pan stanowy Sycowa od 1489 r.
- Heinrich von Haugwitz (zm. 1516) – wolny pan stanowy Sycowa od 1489 r.
- Henryk von Haugwitz – właściciel miasta Ząbkowice, kupionego od Mikołaja Małego
- Karol Wilhelm von Haugwitz – właściciel Krapkowic

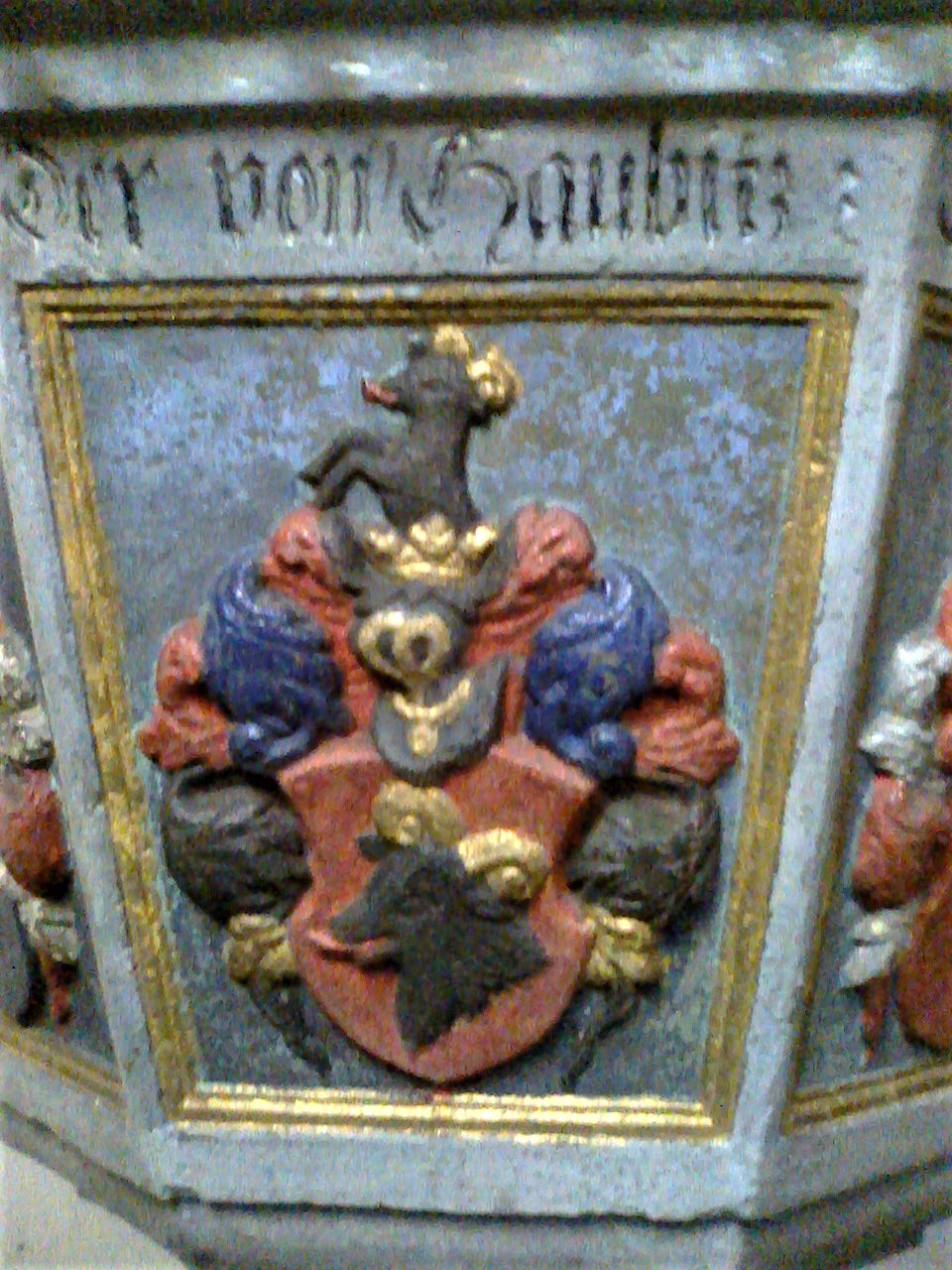
Herb w kościele w Krosnowicach
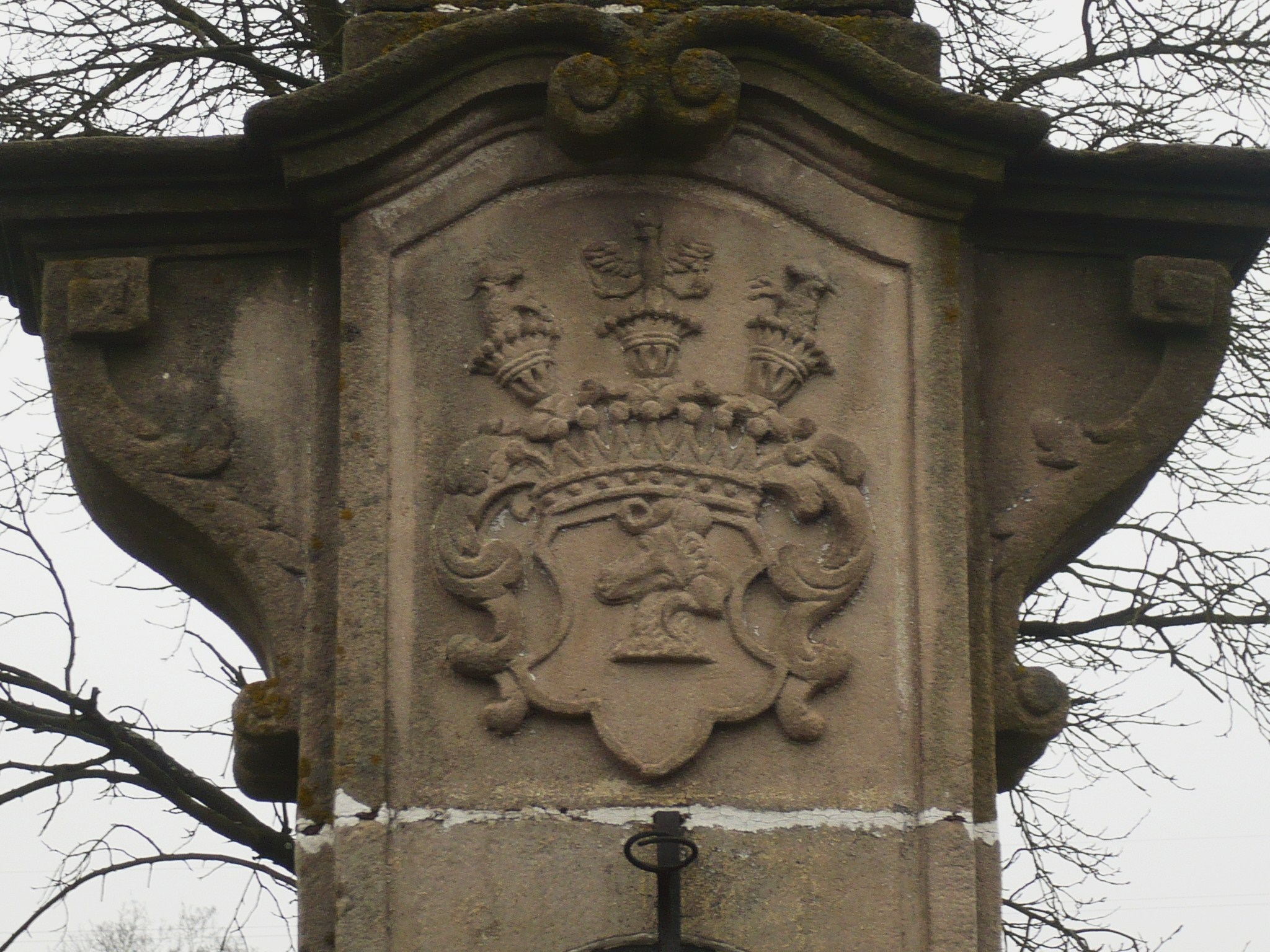
Herb von Haugwitza z Piszkowic pod krzyżem  w Suszynie, której był właścicielem (1765–82)
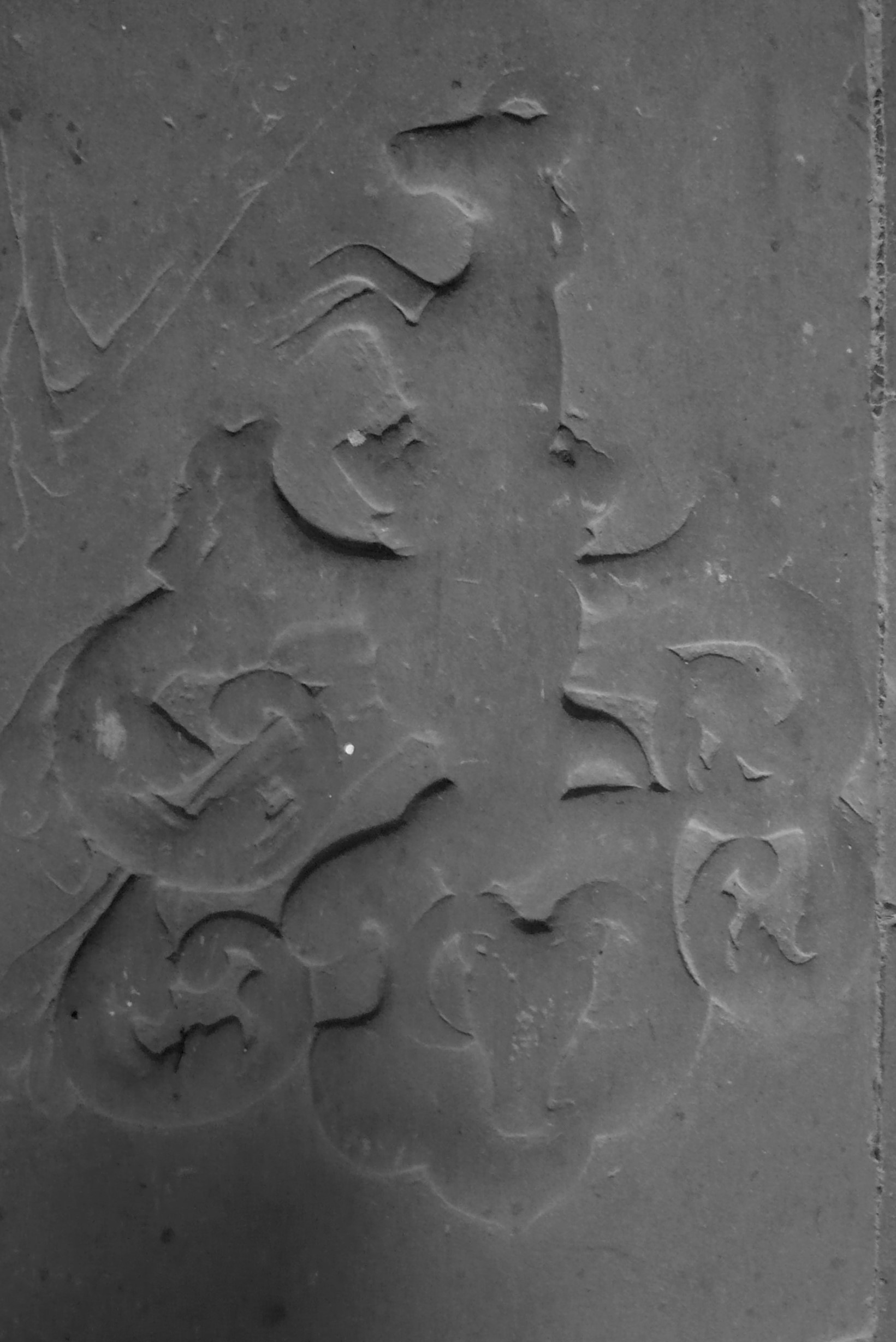
Herb Haugwitzów na płycie w kościele w Piszkowicach, właścicieli wsi (XIV-XIX)
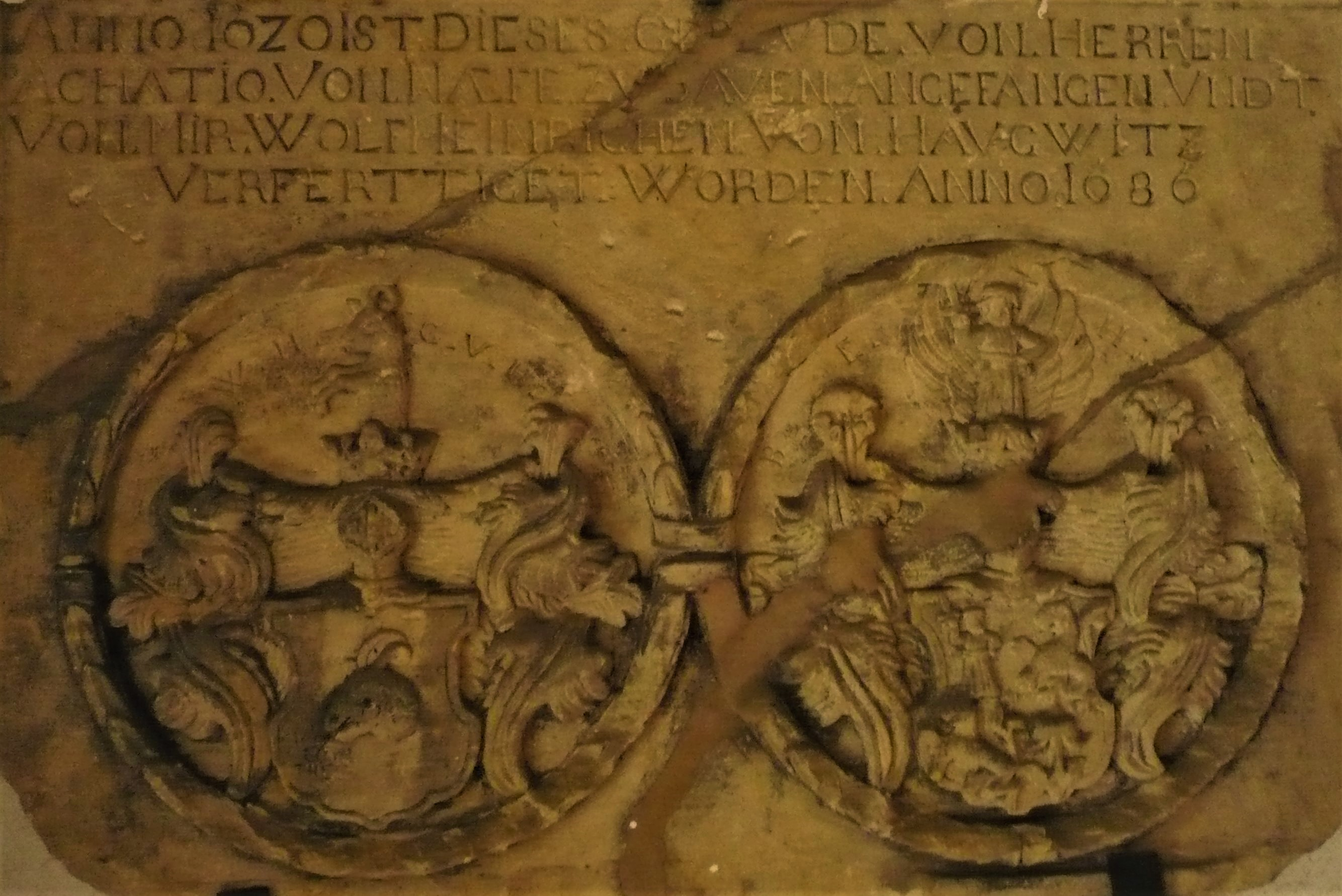
Herb Haugwitz w Muzeum Ziemi Kłodzkiej
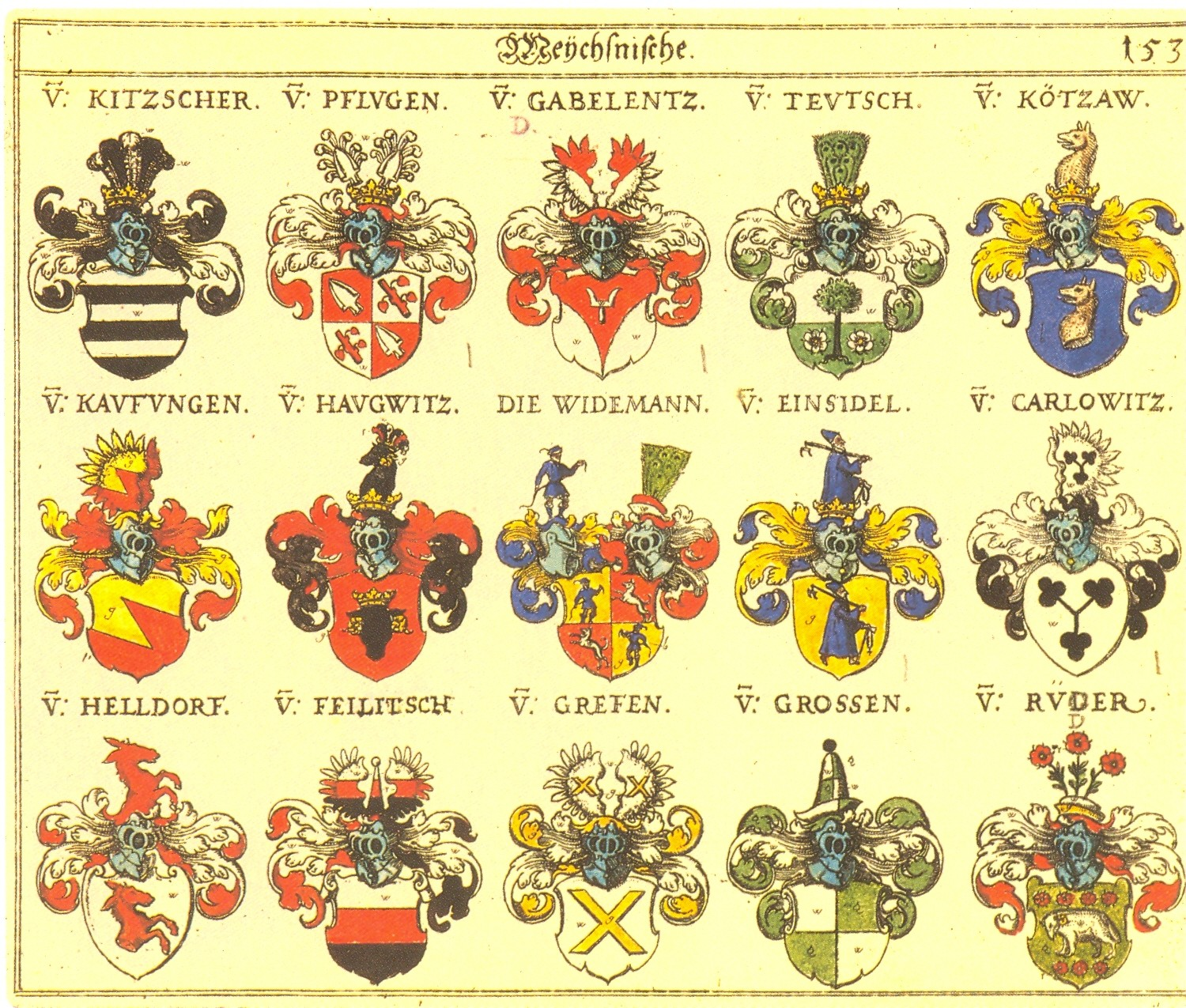
Herb u Siebmachera, środkowy rząd (2L)